# Мальшина Катерина Володимирівна
Катерина Володимирівна Мальшина (нар. 19 травня 1963, Красноярськ) — українська вчена, історик, археолог, перекладачка, фахівець з етнології, історії первісних суспільств, історії цивілізації мая, історії південно-західних слов'ян, історії Словенії.

## Біографія
У 1981—1986 рр. навчалася на історичному факультеті Дніпропетровського держуніверситету. У 1989—1993 рр. навчалася в аспірантурі Інституту археології Академії Наук СРСР/РАН. У 2000 р. захистила кандидатську дисертацію: «Соціально-економічний та політичний розвиток міст-держав мая пост-класичного періоду (X—XVI ст.)». У 1986—2013 рр. працювала на історичному факультеті Запорізького національного університету; з вересня 1988 р. — на кафедрі всесвітньої історії. 3 вересня 2001 р. доцент кафедри всесвітньої історії та міжнародних відносин ЗНУ. У 2010—2013 рр. навчалася в докторантурі Інституту української археографії та джерелознавства ім. М. С. Грушевського. У 2019 р. захистила докторську дисертацію (07.00.02 – всесвітня історія): «Процес відновлення словенського державотворення 1918-1941 рр.».
У 2013—2017 р. — доцент кафедри дипломатичної та консульської служби Дипломатичної Академії України. З вересня 2017 р. — співробітник Інституту української археографії та джерелознавства ім. М. С. Грушевського.

## Праці
- The Social-Economic and Political Development of the Mayan Postclassic city-states (X—XVI centuries)=Социально-экономическое и политическое развитие городов-государств майя постклассического периода (X—XVI вв.)
- «It is necessary to rewrite history»: the Teaching of the History of Southern and Western Slavs of the XX Century, Abstracts of VI ICCEES World Congress, Tampere, Finland, 29.07-3.08.2000. Tampere, 2000. pp. 459–460.
- The Subject of the Pro-State Ideology in Ukraine, Abstracts of VII ICCEES World Congress, Berlin, Germany, 30.07-6.08.2005. Berlin, 2005. pp. 459–460.
- Europe: The Return to the Ochlocracy, Abstracts of III ICCEES Regional European Congress, Berlin, Germany, 2-4.08.2007. Berlin, 2007. pp. 481–482.
- The Experience of Zaporozhye Ethnographic Expedition, 2003—2008: Gathering, Analysing and Presentation of Folk Narratives in Post-Soviet Space, Abstracts of 15th Congress of the International Society For Folk Narrative Research (ISFNR), Athenes, Greece, 21-27.06.2009. Athenes, 2009. P.164.[3]
- Ukraine-NATO: Etatist Games of Contemporaneity, Abstracts of VIII ICCEES World Congress, Stockholm, Sweden, 26.07-1.08.2010. Stockholm, 2010. P.384.[4]
- Ukraine-NATO: The Dissonance Of Expectations, EUROPEAN PERSPECTIVES: Journal on European Perspectives of the Western Balkans Vol. 4. No. 1. April 2012. pp. 57–77.[5]  [Архівовано 3 вересня 2018 у Wayback Machine.]
- Trnova pot razvoja narodne ideje v 20. stoletju: probleme oblikovanja naroda na Slovenskem in v Ukrajini skozi oči ukrajinskega zgodovinarja, Prispevki za novejšo zgodovino. Ljubljana: INZ SAZU, 2016. Letnik LVI. Št. 1. Str. 126—144.[6]  [Архівовано 3 вересня 2018 у Wayback Machine.]
- Diplomacy and Colour Psychology: the Tie Case Study EUROPEAN PERSPECTIVES: Journal on European Perspectives of the Western Balkans. Vol. 8. No. 1. April 2016. pp 167—193.[5]  [Архівовано 11 серпня 2018 у Wayback Machine.]
- Мальшина К. В. Тернистий шлях словенського державотворення (1918—1941): монографія. Київ: ІУАД НАНУ, 2018. 565 с.
- Мальшина К. В. Процес відновлення словенського державотворення 1918—1941 рр.: докт. діс. Київ: ІУАД НАНУ, 2019. 548 с.[7]  [Архівовано 31 жовтня 2019 у Wayback Machine.]